# Università di Göteborg
L’Università di Göteborg è un'università pubblica svedese.
Con le sue 8 facoltà (Storia dell'Arte, Scienze Sociali, Scienze Naturali, Scienze Umanistiche, Scienze dell'Educazione, Medicina, Informatica ed Economia e Commercio) e i suoi 38 dipartimenti, è una delle università più grandi della Svezia e di tutta la Scandinavia.

## Storia
L'Università di Göteborg sorse come Göteborgs högskola (Collegio Universitario Gothenburg) nel 1891. Nel 1907 divenne un'università a tutti gli effetti, la terza in Svezia dopo quelle di Uppsala e di Lund.
Nel corso del tempo si fuse con un numero di istituti cittadini di istruzione superiore precedentemente indipendenti, ampliando notevolmente l'offerta didattica. Nel 1954 su impulso del governo svedese si unì a essa anche la Medicinhögskolan i Göteborg (Scuola medica di Göteborg).
Nel 1971 la facoltà di Economia e Commercio, originariamente separata, entrò a far parte dell'Università di Göteborg.
L'ospedale svedese di Sahlgrenska è annesso all'università: fondato nel 1772 in seguito a una donazione di Niclas Sahlgren, è oggi il più grande del Nord Europa ed è riconosciuto come centro di eccellenza nella ricerca scientifica sulla malattia di Parkinson; ha fatto parlare anche per la prima gravidanza portata a termine tramite un utero trapiantato.
Nel 2006 è stato aperto un nuovo campus per la Facoltà di Scienze dell'Educazione (finalizzata alla formazione degli insegnanti) nel centro di Göteborg, dove peraltro si trovava già la maggior parte delle strutture universitarie.

## Struttura
L'università è strutturata in sei facoltà e due scuole:
- Facoltà di Belle arti, Arti applicate e Spettacolo (Konstnärliga fakulteten)
- Facoltà di Pedagogia (Utbildningsvetenskapliga fakulteten)
- Facoltà di Lettere (Humanistiska fakulteten)
- Facoltà di Informatica (IT fakulteten)
- Facoltà di Scienze (Naturvetenskapliga fakulteten)
- Facoltà di Scienze sociali (Samhällsvetenskapliga fakulteten)
- Scuola di Medicina (Sahlgrenska Akadamin)
- Scuola di Business, Economia e Diritto (Handelshögskolan vid Göteborgs universitet)